# Studentenfunk Regensburg
Studentenfunk Regensburg (auch Studentenfunk genannt) ist ein unabhängiges Hochschulradio aus Regensburg. Der Sender betreibt ein Studio an der Universität Regensburg, aus dem wöchentlich zahlreiche Live-Shows und weitere Inhalte über Webstream gesendet werden. Dabei werden täglich 4 bis 6 Stunden Live-Material produziert. Dazu zählen verschiedene Shows über Musik, Nachrichten, Politik, Sport und Kultur. Im Zentrum steht auch die Stadt Regensburg und das studentische Leben in der Stadt.
Im Oktober 2019 vergab die Bayerische Landeszentrale für neue Medien zusammen mit EgoFM zum ersten Mal den Preis „Mach-Dein-Radio-Star 2019“, bei dem der Studentenfunk als bestes Campusradio Bayerns 2019 ausgezeichnet wurde.

## Geschichte
Ursprünglich war der Studentenfunk das Ergebnis eines Radio-Seminar-Projekts, das Bernhard Dotzler und Journalist Edmund Soutschek zusammen an der Universität Regensburg hielten. Damals konnte man diverse Podcasts auf der Homepage anhören und es wurden monatlich fünf Stunden bei Gong FM über UKW ausgestrahlt.
Im Jahr 2008 koppelte sich das Projekt vom Lehrstuhl ab und wurde ein eigener Verein.
2015 wurde dann zum ersten Mal Live über das Web gesendet. Zunächst fünf Mal jede Woche eine Stunde. Nach dieser Testphase konnte der Studentenfunk ab Oktober 2015 in einem 24/7 Livestream senden. Wenn keine Live-Sendungen liefen, wurde eine Musikplaylist abgespielt.